# Unisat
Il Programma UniSat consiste in una serie di microsatelliti artificiali progettati e costruiti inizialmente da personale universitario, con la partecipazione attiva di studenti, tesisti e dottorandi del laboratorio GAUSS (Gruppo di Astrodinamica dell'Università degli Studi "La Sapienza") afferente alla Scuola di Ingegneria Aerospaziale di Roma e con la collaborazione di enti, aziende ed università straniere.
Dal 2012 in poi, il programma è stato continuato e portato avanti dalla GAUSS Srl (Gruppo di Astrodinamica per l'Uso dei Sistemi Spaziali).
I micro-satelliti sono pensati come supporto per esperimenti scientifici in orbita e per la prova di nuove tecnologie per qualifiche in orbita.
I satelliti UniSat-5 ed UniSat-6 sono stati concepiti e realizzati interamente dalla GAUSS Srl, azienda operante nel settore aerospaziale, fondata nel 2012 dal Prof. Filippo Graziani, rettore della Scuola di Ingegneria Aerospaziale di Roma dal 2004 al 2010.
Questi ultimi due satelliti hanno avuto come missione principale il rilascio di nanosatelliti di tipo CubeSat e PocketQube, direttamente in orbita.
A tutt'oggi sono stati lanciati:
- Unisat-1: lanciato il 26 settembre 2000
- Unisat-2: lanciato il 20 dicembre 2002
- Unisat-3: lanciato il 29 giugno 2004, realizzato nel Business-Lab promosso dalla FILAS e nel marzo 2010 risultava ancora operativo dopo quasi sei anni di vita;
- Unisat-4: lanciato il 26 luglio 2006, è andato perduto nell'unico lancio fallito del razzo vettore Dnepr.
- Unisat-5[2]: lanciato il 21 novembre 2013, progetto sviluppato interamente dalla GAUSS Srl.
- Unisat-6[3]: lanciato il 19 giugno 2014, progetto sviluppato interamente dalla GAUSS Srl.
- Unisat-7[4]: Micro-satellite di forma ottagonale, è stato lanciato da un vettore Soyuz-2 il 22 Marzo 2021. Il progetto è stato sviluppato interamente dalla GAUSS Srl.